# 山岡潤平
山岡 潤平（やまおか じゅんぺい、1983年8月9日 - ）は、日本の脚本家。東京外国語大学外国語学部フランス語専攻卒業。エム・エーフィールド⇒オリガミクスパートナーズを経て､現在はフリーランス。

## 人物・プロフィール
シナリオ作家協会主催のシナリオ講座を受講したのち、『世にも奇妙な物語 2008春の特別編』の「さっきよりもいい人」（2008年、フジテレビ、主演：伊藤英明）でドラマ脚本家デビュー。
人物造形には球体をイメージしており、人間は今見えている部分と相反するものも持ち合わせており、軸が変わることでまた違う面を見せるものと考えている。また、登場人物の過去を描くことが人物や物語の掘り下げになるとは考えておらず、現在の言動から過去が見えてくるのが理想的な脚本であると述べており、作品で描かれていない部分については視聴者の想像に委ねている。

### 交友関係
- 俳優の鈴木亮平とは大学時代の先輩・後輩の関係にあたり、交友が続いている[6]。

## 脚本作品

### テレビドラマ
- 世にも奇妙な物語（フジテレビ）
  - 世にも奇妙な物語〜2008春の特別編〜「さっきよりもいい人」（2008年） - 原案・ブラジリィー・アン・山田と共同脚本
  - 世にも奇妙な物語 20周年スペシャル・春 〜人気番組競演編〜（2010年） - ストリーテラー構成
  - 世にも奇妙な物語'14秋の特別編「冷える」（2014年） - 脚本
  - 世にも奇妙な物語'18秋の特別編「脱出不可」（2018年） - 脚本
  - 世にも奇妙な物語'19秋の特別編「コールドスリープ」（2019年） - 脚本
  - 世にも奇妙な物語'20秋の特別編「タテモトマサコ」（2020年） - 脚本
- 連続ドラマW パンドラ（2008年、WOWOW） - リサーチ
- CHANGE 第10話（2008年、フジテレビ） - 構成協力
- コード・ブルー -ドクターヘリ緊急救命- 第3話（2008年、フジテレビ） - リサーチ
- ヴォイス〜命なき者の声〜（2009年、フジテレビ） - プロット協力
- 7万人探偵ニトベ 第8話・第9話（2009年、BS朝日） - 脚本
- マジすか学園シリーズ - 脚本
  - マジすか学園 第6話、第11話・最終話（2010年、テレビ東京）
  - マジすか学園2 第1話 - 第3話、第8話 - 最終話（2011年、テレビ東京）
  - マジすか学園3 第4話、第7話・第8話、第11話（2012年、テレビ東京）
  - マジすか学園4 第1話・第2話、第4話、第6話、第8話、最終話（2015年、日本テレビ）
- 警視庁失踪人捜査課 第8話（2010年、ABCテレビ・テレビ朝日系） - 渡辺雄介と共同脚本
- 土曜日はリビングで（2010年、WOWOW） - 脚本
- 検事・鬼島平八郎（2010年、ABCテレビ・テレビ朝日系） - プロット協力
- マッスルガール! 第2話、第4話・第5話、第7話、第9話・最終話（2011年、MBS・TBS系） - 脚本
- ピースボート -Piece Vote- 第7話 - 第9話（2011年、日本テレビ） - 脚本
- ティーンコート 第2話、第5話・第6話（2012年、日本テレビ） - 脚本
- クローバー 第10話 - 最終話（2012年、テレビ東京） - 脚本
- GTO（2012年 - 2014年、関西テレビ・フジテレビ系） - 脚本
  - GTO（第1期） 第3話、第6話、第9話、最終話（2012年）
  - GTO完結編〜さらば鬼塚! 卒業スペシャル〜（2013年）
  - GTO TAIWAN（2014年、GTV総合）
  - GTO（第2期） 第1話・第2話、第5話、第8話、第10話・最終話（2014年）
- 水曜ミステリー9（テレビ東京） - 脚本
  - トラベルライター青木亜木子（2013年）
  - お助け司法書士! 会津若松“後妻業”殺人～遺産トラブル編～（2015年）
  - 警視庁さくらポリス～最強の姉妹捜査官～（2016年）
- タンクトップファイター 第1話・第2話、第5話（2013年、MBS・TBS系） - 脚本
- 仮面ティーチャー（2013年、日本テレビ） - 脚本
  - 金曜ロードSHOW!特別ドラマ企画 仮面ティーチャー（2014年、日本テレビ） - 松田裕子と共同脚本
- リミット 第2話・第3話、第7話、第10話（2013年、テレビ東京） - 脚本
- POWER GAME〜パワーゲーム〜（2013年、NHK BSプレミアム） - 脚本
- ハニー・トラップ（2013年、フジテレビ） - 脚本
- 土曜ワイド劇場（ABCテレビ・テレビ朝日系） - 脚本
  - 犯罪心理学教授・兼坂守の捜査ファイル（2014年）
    - 犯罪心理学教授・兼坂守の捜査ファイル(2)（2015年）

  - 特別企画「切り裂きジャックの告白 〜刑事 犬養隼人〜」（2015年）
    - スペシャルドラマ『刑事 犬養隼人』（2016年） ※「土曜プライム」枠で放送

  - 検事・悪玉（2016年）
    - スペシャルドラマ 検事・悪玉（2018年） ※「日曜プライム」枠で放送
- 殺人偏差値70（2014年、日本テレビ） - 脚本
- SAKURA〜事件を聞く女〜 第2話、第8話・第9話（2014年、TBS） - 脚本
- 釣りバカ日誌シリーズ（テレビ東京） - 脚本
  - 釣りバカ日誌〜新入社員 浜崎伝助〜 第3話、第5話、第7話（2015年）
  - 釣りバカ日誌 Season2〜新米社員 浜崎伝助〜 第2話、第4話、第6話（2017年）
- AKBホラーナイト アドレナリンの夜 第13話、第37話（2015年・2016年、テレビ朝日） - 脚本
- 受験のシンデレラ 第1話、第3話、第5話、第7話・最終話（2016年、NHK BSプレミアム） - 脚本
- グ・ラ・メ!〜総理の料理番〜 第3話、第5話、第7話（2016年、テレビ朝日） - 脚本
- 家政夫のミタゾノシリーズ（テレビ朝日） - 脚本
  - 家政婦のミタゾノ 第1シリーズ 第5話（2016年）
  - 家政婦のミタゾノ 第2シリーズ 第3話、第5話（2018年）
  - 家政婦のミタゾノ 第3シリーズ 第3話（2019年）
  - 家政婦のミタゾノ 第4シリーズ 第2話・第4話（2020年）
  - 家政夫のミタゾノ 第5シリーズ 第4話（2022年）
  - 家政夫のミタゾノ 第6シリーズ 第5話（2023年）
  - 家政夫のミタゾノ 第7シリーズ 第4話（2025年）
- スニッファー 嗅覚捜査官 第3話（2016年、NHK総合） - 林宏司と共同脚本
- 銀と金 第1話 - 第3話、第7話 - 第9話（2017年、テレビ東京） - 脚本
- 連続ドラマW 銭形警部 漆黒の犯罪ファイル 第2話（2017年、WOWOW） - 脚本
- 福岡恋愛白書12 センセイとワタシ（2017年、KBCテレビ） - 脚本
- 櫻子さんの足下には死体が埋まっている 第1話 - 第3話、第5話・第6話、第8話、最終話（2017年、フジテレビ） - 脚本
- &美少女 NEXT GIRL meets Tokyo 第12話（2017年7月13日、フジテレビ） - 脚本
- 遺留捜査シリーズ（テレビ朝日） - 脚本
  - 第4シリーズ 第7話（2017年）
  - 第5シリーズ 第4話・第7話（2018年）
  - 第6シリーズ 第5話（2021年）
  - 第7シリーズ 第8話（2022年）
- ハケンのキャバ嬢・彩華 第1話・第2話、第8話 - 最終話（2017年、ABCテレビ[注釈 1]） - 脚本
- 新宿セブン 第4話・第5話（2017年、テレビ東京） - 脚本
- 不能犯（2018年、カンテレ） - 脚本
- 荒神（2018年、NHK BSプレミアム） - 脚本
- デイジー・ラック 第5話、第7話、第9話（2018年、NHK総合） - 脚本
- 正義のセ 第7話（2018年、日本テレビ） - 脚本
- ドラマ特別企画 嫌われ監察官 音無一六スペシャル（2018年、テレビ東京） - 倉貫健二郎と共同脚本
- 星屑リベンジャーズ 第1話（2018年、メ〜テレ[注釈 2]） - 仁志光佑、三浦希沙と共同脚本
- パーフェクトクライム 第1話・第2話、第4話・第5話、第7話、第9話・最終話（2019年、ABCテレビ） - 脚本
- 人生が楽しくなる幸せの法則 第3話、第5話（2019年、読売テレビ・日本テレビ系） - 脚本
- 盤上のアルファ〜約束の将棋〜（2019年、NHK BSプレミアム） - 脚本
- 騎士竜戦隊リュウソウジャー（2019年 - 2020年、テレビ朝日） - 脚本
- 仮面同窓会（2019年、東海テレビ・フジテレビ系） - 脚本
- アカリとクズ 完全版（2019年、ABCテレビ） - 脚本
- 特捜9シリーズ（テレビ朝日） - 脚本
  - 特捜9 season3 第4話（2020年）
  - 特捜9 season4 第6話・第11話（2021年）
  - 特捜9 season5 第2話（2022年）
  - 特捜9 season6 第1話・第2話・最終話（2023年）
  - 特捜9 season7 第5話（2024年）
  - 特捜9 final season 第5話（2025年）
- 銀座黒猫物語（2020年、カンテレ） - 脚本監修
- 不倫をコウカイしてます（2020年、ABCテレビ・テレビ朝日系） - 脚本
- 青のSP―学校内警察・嶋田隆平― 第3話・第5話（2021年、カンテレ・フジテレビ系） - 脚本
- 女の戦争〜バチェラー殺人事件〜（2021年、テレビ東京） - 脚本
- 精神分析医 氷室想介の事件簿〜超高層ビル密室殺人の謎〜（2022年、BS-TBS・BS-TBS 4K） - 脚本
- ばかやろうのキス（2022年、日本テレビ） - 脚本
- ブルーバースデー（2023年、カンテレ） - 脚本
- 今野敏サスペンス 機捜235×強行犯係 樋口顕 第6話（2023年、テレビ東京） - 脚本
- 沼る。港区女子高生（2023年、日本テレビ） - 脚本
- 婚活1000本ノック（2024年、フジテレビ） - 脚本
- お迎え渋谷くん（2024年、関西テレビ・フジテレビ） - 脚本
- GTOリバイバル（2024年、関西テレビ・フジテレビ） - 脚本
- フォレスト（2025年、ABCテレビ・テレビ朝日） - 脚本
- プライベートバンカー（2025年、テレビ朝日） - 脚本
- 永遠についての証明（2025年、NHK BS8K） - 脚本

### テレビアニメ
- デリシャスパーティ♡プリキュア（2022年、朝日放送テレビ・テレビ朝日系）- 脚本
- ひろがるスカイ!プリキュア（2023年、朝日放送テレビ・テレビ朝日系）- 脚本

### 映画
- 劇場版 仮面ティーチャー（2014年2月22日） - 脚本
- 愛MY 〜タカラモノと話せるようになった女の子の話〜（2017年1月28日） - 脚本
- ピーチガール（2017年5月20日公開） - 脚本
- 不能犯（2018年2月1日公開） - 白石晃士と共同脚本
- honey（2018年3月31日公開） - 脚本
- 騎士竜戦隊リュウソウジャー THE MOVIE タイムスリップ!恐竜パニック!!（2019年7月26日公開） - 脚本
- モエカレはオレンジ色（2022年7月8日公開） - 脚本[7]

### 舞台
- JUNON恋愛小説舞台化『恋人は透明人間』脚本  
  - 2009年7月8日 - 7月12日、池袋・シアターグリーン BIG TREE THEATERにて上演。
- 朗読活劇『沖田総司 六月は真紅の薔薇』-脚本
  - 早乙女太一主演。2011年6月 - 7月、東京・京都・名古屋の三都市で上演。

### 配信ドラマ
- アマルフィ ビギンズ（2009年、ドコモ動画） - 脚本
- オシャレに恋したシンデレラ〜おかりえが夢を叶えるまで〜（2011年、BeeTV） - 脚本
- AKBホラーナイト アドレナリンの夜 第20話、第32話（2015年、ビデオパス・テレ朝動画） - 脚本
- Pepper the Movie「404」（2016年、みずほフィナンシャルグループ） - 脚本
- スマドラ「恋の503」（2016年、FOD） - 脚本
- 銭形警部 真紅の捜査ファイル 第2話（2017年、Hulu） - 脚本
- 恋って選ぶものですか（2017年5月1日、C CHANNEL） - 脚本[8]
- &美少女 NEXT GIRL meets Tokyo 第12話（2017年6月28日、FOD） - 脚本
- ハケンのキャバ嬢・彩華 第1話・第2話、第8話 - 最終話（2017年、AbemaTV[注釈 1]） - 脚本
- 不能犯（2017年 - 2018年、dTV） - 脚本
- 配信ボーイ ～ボクがYouTuberになった理由～（2018年、dTV） - 吹上洋佑と共同脚本
- 星屑リベンジャーズ 第1話（2018年、AbemaTV[注釈 2]） - 仁志光佑、三浦希紗と共同脚本
- 楽天オーネット×カンテレPRESENTS スペシャルWEBドラマ「どうせ、運命の恋」（2019年） - 伊澤理絵と共同脚本[9]
- アカリとクズ（2019年、TVer・GYAO!） - 脚本
- MALICE（2023年、U-NEXT） - 脚本

### ラジオドラマ
- ENEOS ON THE WAY COMEDY 道草 Vol.217「葛西ジェッター・ノボール」（2006年、TOKYO FM） - 原案・脚本

## 構成
- 第一生命 D.LEAGUE（2021年）[10]